# اریک پولگار
اریک انتونیو پولگار فارفن (اسپانیایی: Erick Antonio Pulgar Farfán‎؛ زادهٔ ۱۵ ژانویهٔ ۱۹۹۴) بازیکن فوتبال اهل شیلی است که برای باشگاه فلامینگو بازی می‌کند.

## باشگاهی
از باشگاه‌هایی که در آن بازی کرده‌است می‌توان به بولونیا، فیورنتینا و گالاتاسارای اشاره کرد.

## تیم ملی
وی همچنین در تیم ملی فوتبال شیلی بازی کرده است.